# Список умерших в 1316 году

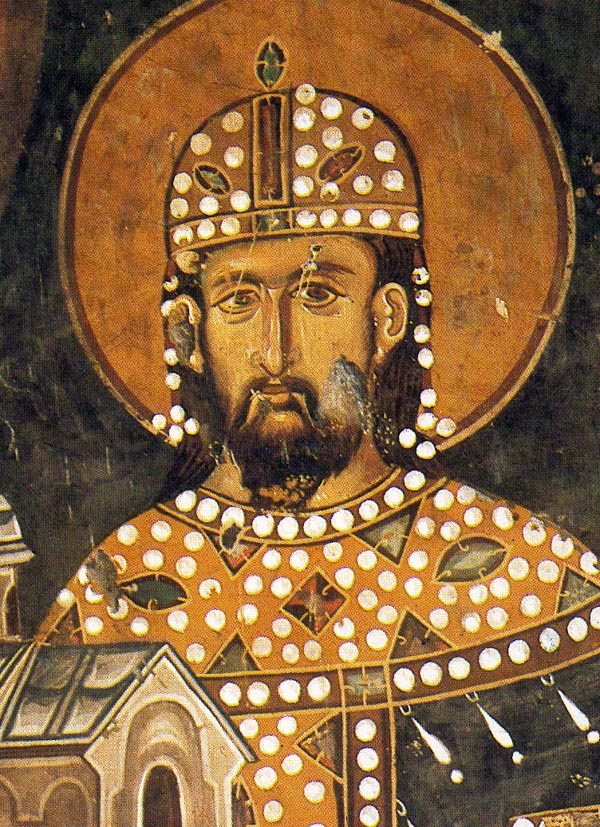
Стефан Драгутин

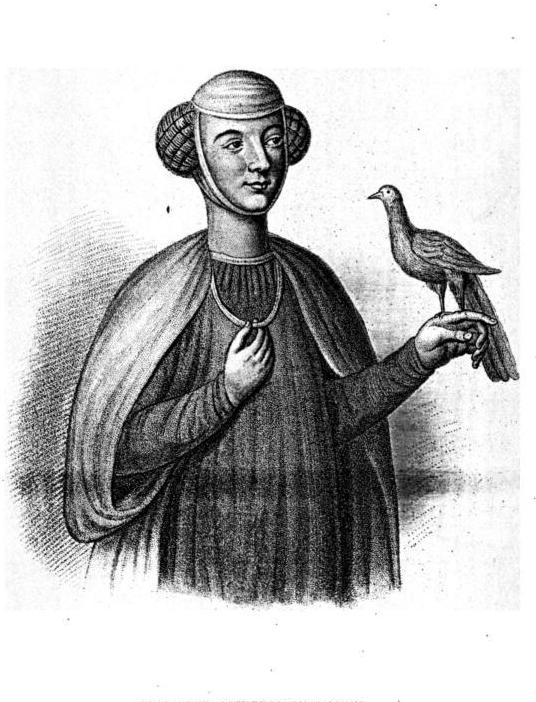
Елизавета Рудланская

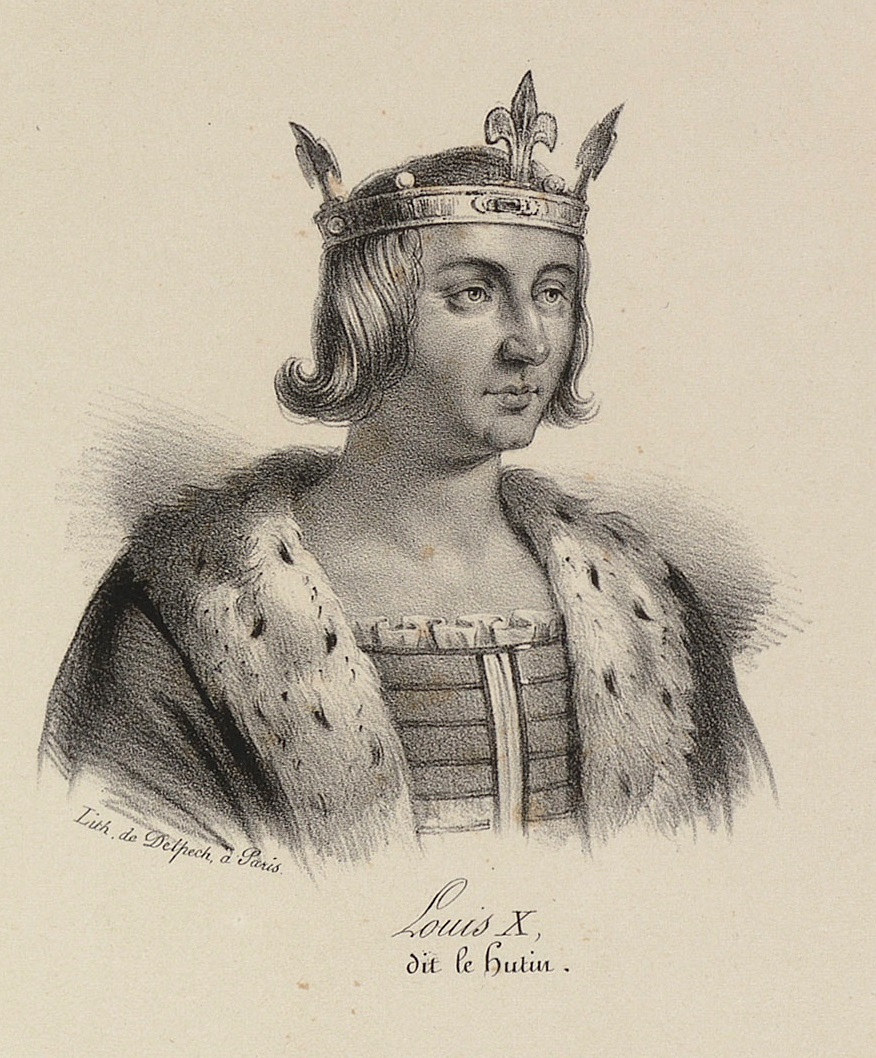
Людовик X Сварливый

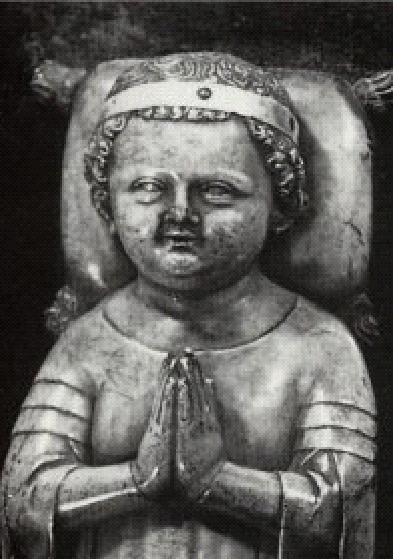
Иоанн I Посмертный

Витень

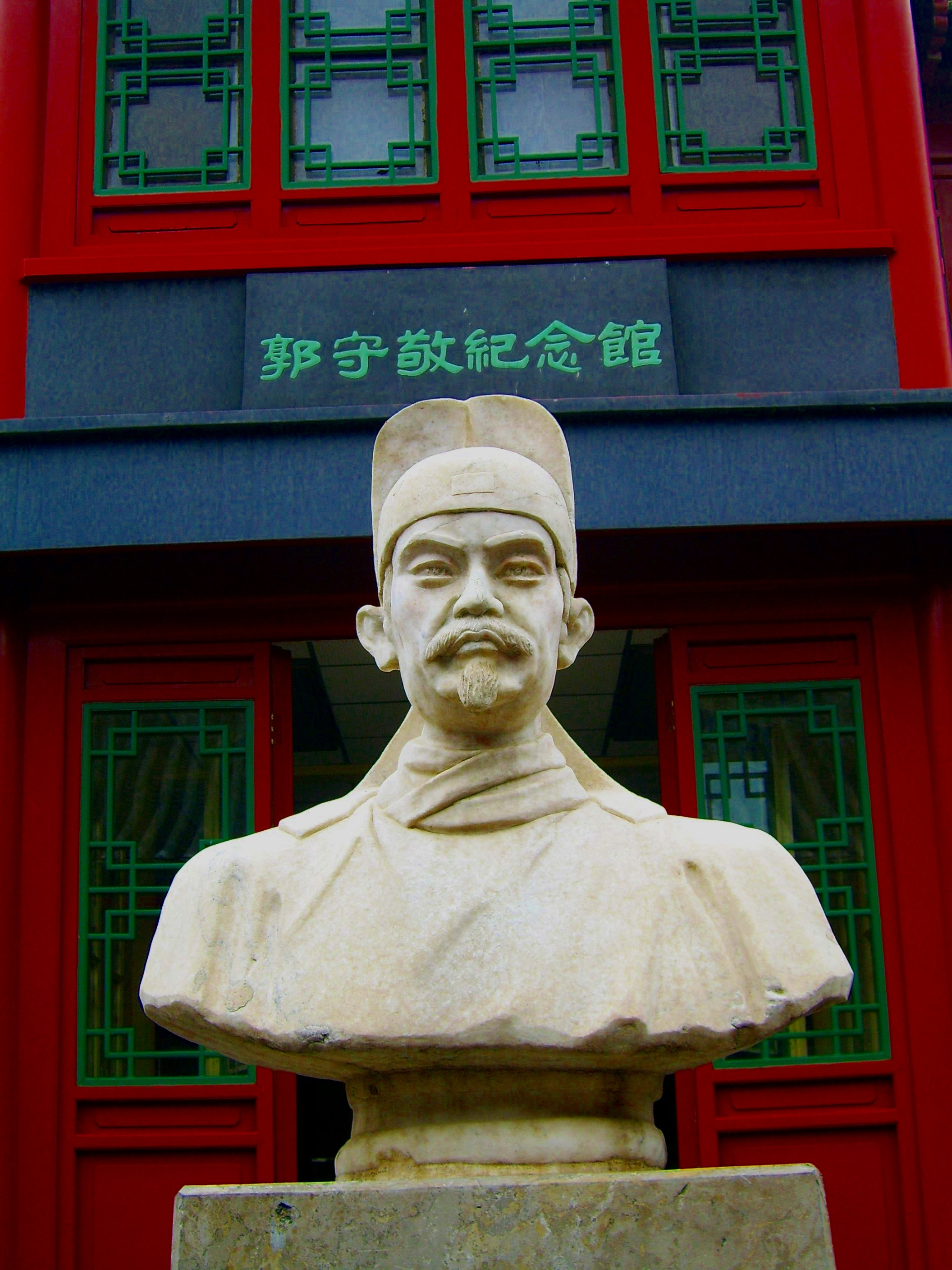
Го Шоуцзин

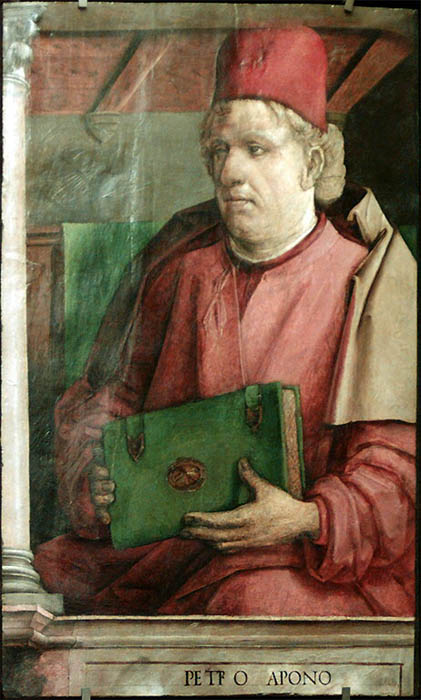
Пьетро д’Абано

В этой статье представлен список известных людей, умерших в 1316 году.
См. также: Категория:Умершие в 1316 году

## Январь
- Ала ад-дин Мухаммад-шах — султан Делийского султаната (1296—1316)

## Февраль
- 10 февраля:
  - Андрей Климович — новгородский посадник (1286—1291, 1294—1295, 1298—1300, 1301—1302, 1303—1304), погиб в битве под Торжком;
  - Михаил Павшинич — новгородский посадник (1310—1312), погиб в битве под Торжком;
  - Юрий Мишинич — новгородский посадник (1291—1292, 1304—1305), погиб в битве под Торжком.
- 18 февраля — Николай II[англ.] — правитель Верле (1283—1316).
- Малик Кафур — военачальник и политический деятель Делийского султаната, убит.

## Март
- 2 марта — Марджори Брюс — дочь короля Шотландии Роберта I, жена лорда-стюарда Шотландии Уолтера Стюарта, мать короля Шотландии Роберта II, умерла при родах будущего короля.
- 12 марта — Стефан Драгутин — король Сербии (1276—1282) и Срема (1284—1316), святой Сербской православной церкви

## Май
- 4 мая — Райнальд фон Бар[нем.] — епископ Меца (1302—1316)
- 5 мая — Елизавета Рудланская (33) — дочь короля Англии Эдуарда I, графиня-консорт Голландии (1297—1299) как жена графа Иоганна; графиня-консорт Херефорда и Эссекса (1302—1316), как жена Хамфри де Богуна, умерла при родах.
- 14 мая — Джон Кеттон[англ.] — епископ Или (1310—1316)

## Июнь
- 5 июня — Людовик X Сварливый (26) — король Франции (1314—1316).
- 7 июня — Пьетро Анджели-де-Понте-Корво[нем.] — епископ Оломоуца (1311—1316)
- 9 июня — Фридрих фон Плёцке[нем.] — епископ Бранденбурга (1303—1316)
- 17 июня — Жан де Клермон — граф де Шароле (1310—1316)
- 28 июня или 29 июня — Генри Вудлок[англ.] — епископ Уинчестера (1305—1316)

## Июль
- 5 июля — Фернандо Мальоркский — инфант Мальорки, сын Хайме II, виконт Омеласа, сюзерен Фронтиньяна, отец короля Мальорки Хайме III, убит в битве при Маноладе.
- 16 июля — Савва III[англ.] — архиепископ Сербский (1309—1316), святой Сербской церкви.
- 27 июля — Тибо де Верден (37), английский аристократ, 2-й барон Верден (с 1309).

## Август
- 2 августа — Людовик Бургундский — князь Ахейский и титулярный король Фессалоникский (1313—1316)
- 10 августа — Фелим О Конхобайр — король Коннахта (1310—131) убит во второй битве под Атенраем.
- 12 августа — Джон Маршал, английский аристократ, 2-й барон Маршал и маршал Ирландии (с 1314).
- 17 августа — Альбрехт I[англ.] — князь Ангальт-Цербста (1298—1316).
- Альфонсо де Валенсия, кастильский дворянин из дома Валенсия, сын инфанта Хуана де Кастилья эль де Тарифа и Маргариты де Монферрат.

## Сентябрь
- 9 сентября — Роберт де Уффорд (37), английский аристократ, 1-й барон Уффорд (с 1308).
- 10 сентября — Джон Фицджеральд — первый граф Килдэр (1316).
- 20 сентября — Уильям де Рос — барон де Рос (1299—1316).
- 27 сентября — Симон де Монтегю, английский аристократ, 1-й барон Монтегю (с 1299).

## Октябрь
- 1 октября — Жан де Гарлонд[фр.] — епископ Шартра (1298—1316)
- 9 октября — Ричард Келлоу[англ.] — епископ Дарема (1311—1316)

## Ноябрь
- 8 ноября — Николас де Сент-Мор, английский аристократ, 1-й барон Сент-Мор (с 1314).
- 20 ноября — Иоанн I Посмертный (0) — король Франции (1316).
- 26 ноября — Роберт Вишарт[англ.] — епископ Глазго (1271—1316)

## Декабрь
- 17 декабря — Олджейту — ильхан Ирана (1304—1316).
- 18 декабря — Гилберт де Сегрейв, английский прелат, епископ Лондона (с 1313), канцлер Кембриджского университета (ок. 1292—1293).
- 22 декабря — Эгидий Римский — французский философ, теолог, епископ Буржа (1295—1316).
- Филипп де Мариньи — епископ Камбре (1306—1309), архиепископ Санса (1310—1316).

## Дата неизвестна или требует уточнения
- Андреа де Изерния[итал.] — итальянский юрист, получивший прозвище «король феодального права».
- Афанасий III, Папа и Патриарх Александрийский и всего Египта (1276 — ок. 1316).
- Беатриса Бранденбургская, немецкая принцесса из Бранденбургской линии династии Асканиев.
- Беренгер Эстаньол д'Эмпуриас — генеральный викарий (правитель) герцогства Афинского при малолетнем герцоге Манфреде (1312—1316).
- Василий Константинович — князь Ростовский (1291—1316)
- Витень — Великий князь литовский (1295—1316).
- Гийом Гиар, французский хронист и поэт, участник Фландрской войны (1297—1305), автор рифмованной хроники «Ветвь королевских родов».
- Го Шоуцзин — китайский астроном и математик.
- Джон де Грейсток, английский аристократ и крупный землевладелец, 1-й барон Грейсток (1295—1316).
- Дино Фрескобальди[итал.] — итальянский поэт
- Жоффруа д’Аблис[англ.] — инквизитор Каркассона (1303—1316) (период борьбы с катарами)
- Ламберто I да Полента — сеньор Равенны (1297—1316)
- Лора де Шабанэ — графиня Бигорра (1283—1292)
- Мануил Москопул — византийский математик и грамматик
- Михаил Кантакузин — первый эпитропос (пожизненный губернатор) византийской провинции Морея (1308—1316), отец византийского императора Иоанна VI Кантакузина
- Морган ап Маредид — повстанческий вождь Гламоргана (1294—1295)
- Оливер де Лэйе[фр.] — епископ Гапа (1315—1316)
- Пьетро д’Абано — итальянский врач, философ и астролог. Умер в тюрьме, обвинённый в колдовстве
- Рено II — граф Даммартена (1302—1316)
- Симон де Монтегю — первый барон Монтегю (1299—1316).
- Фридрих IV, граф Лейнингена.
- Шихаб ад-дин Умар-шах — султан Делийского султаната (1316)